# Winchester
Winchester là một City và hạt lỵ của Hampshire, Anh. Thành phố này nằm ở trung tâm của huyện City of Winchester, rộng lớn hơn, và nằm ở cuối phía tây của vườn quốc gia South Downs, dọc theo dòng sông Itchen. Nó nằm 61 dặm (98 km) về phía tây nam của Luân Đôn và 13,6 dặm (21,9 km) từ Southampton, thành phố lớn gần nhất. Tại thời điểm Tổng kiểm tra năm 2011, Winchester có dân số 45.184. Huyện Winchester bao gồm các thị trấn: như Alresford và Bishop's Waltham có dân số 116.800 
Winchester phát triển từ thị trấn La Mã Venta Belgarum, mà lại phát triển từ một khu định cư có tường thành từ thời đồ sắt. Biểu tượng chính của Winchester là nhà thờ chính tòa Winchester, một trong những nhà thờ lớn nhất ở châu Âu, đặc biệt là gian giữa và chiều dài tổng thể dài nhất trong tất cả các nhà thờ Gothic ở châu Âu. Thành phố này có trường đại học Winchester và Winchester College, trường public school lâu đời nhất ở Vương quốc Anh vẫn còn được sử dụng tòa nhà ban đầu của nó.

## Tòa nhà lịch sử

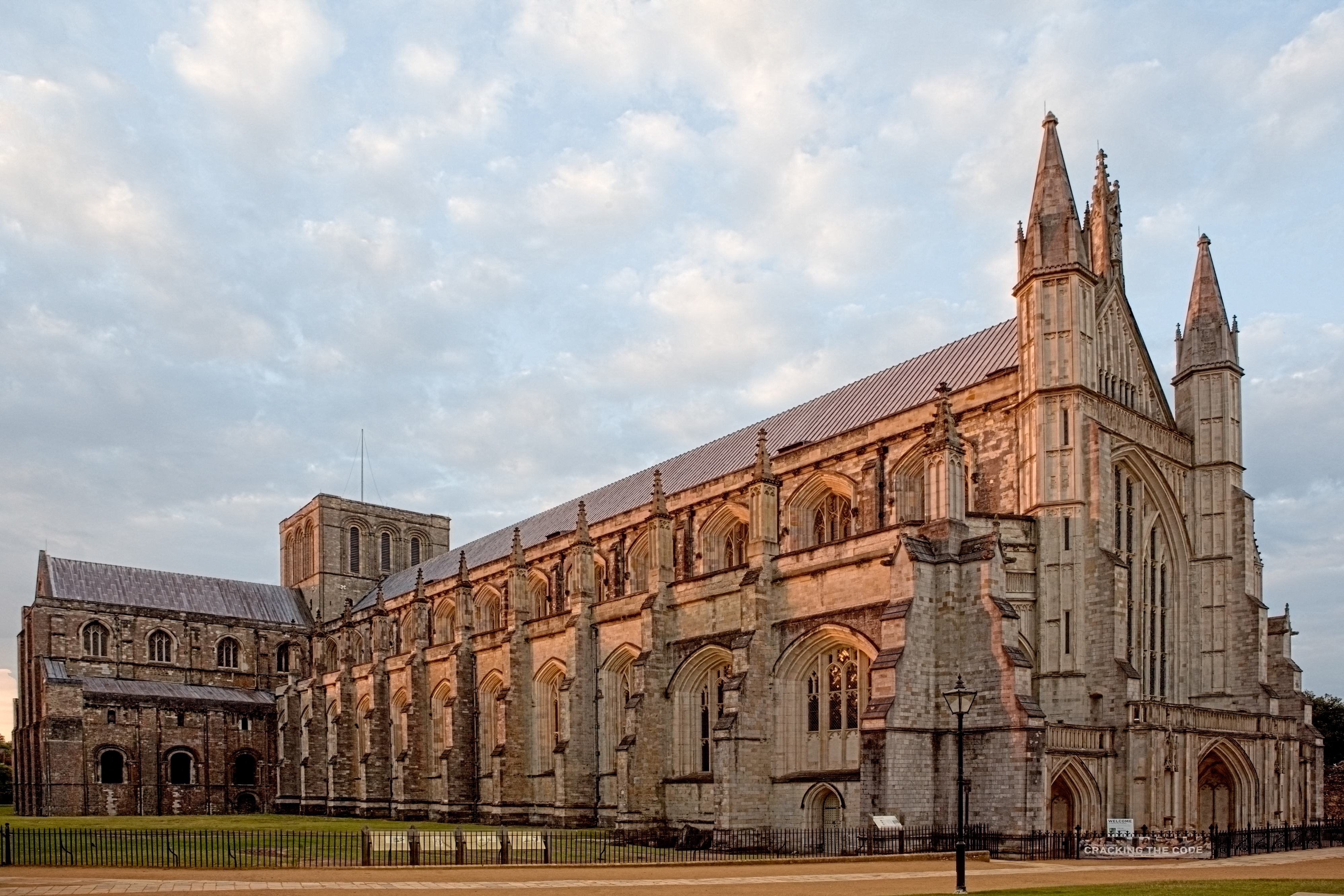
Winchester Cathedral

### Nhà thờ chính tòa
Nhà thờ Winchester là nhà thờ dài thứ hai ở châu Âu và được xây dựng 1079. Thiết kế độc đáo của nó kết hợp phong cách kiến trúc từ thế kỷ XI cho đến thế kỷ XVI. Bên trong nhiều vị giám mục của Winchester được chôn ở đây, trong số đó có William von Wykeham. Những ngôi mộ của các vị vua, như Egbert của Wessex, Canute đại đế và William Rufus, cũng ở đó bên cạnh của những người nổi tiếng như Jane Austen.
Trước đó, nhà thờ là một nơi hành hương được ưa thích vì nó có đền thờ thánh Swithin. Ngay cả con đường hành hương tới Canterbury cũng bắt đầu tại Winchester.
Bên cạnh nhà thờ bạn có thể thấy trên bãi cỏ nền móng của nhà thờ trước đó. Nhà thờ có một dàn hợp xướng con trai và một dàn cho con gái, trình diễn thường xuyên trong nhà thờ.
Trong sân nhà thờ có một số tòa nhà lịch sử từ thời kỳ, khi Nhà thờ cũng bao gồm một tu viện. Đặc biệt, nhà ở của trưởng tu viện từ thế kỷ XIII đáng xem qua. Năm 1486, Arthur Tudor, thái tử và Thân vương xứ Wales, sinh ra ở đó.
Cách đó không xa là cheyney Court, một ngôi nhà có sườn bằng gỗ (timber framing, Fachwerkhaus) từ giữa thế kỷ XV, mà ban đầu phục vụ như là cổng nhà của tu viện và sau đó thuộc về cung điện của Đức Giám mục.
Ngay cả tòa nhà đầu tiên xây năm 1308 với mái gỗ có dầm chống (hammer-beamed) cũng nằm ở sân nhà thờ bên cạnh vườn của trưởng tu viện. Nó được gọi là Pilgrim Hall và trước đây là một phần của một quán trọ, nơi khách hành hương cư trú khi đến thăm đền thờ Swithin. Ngày nay tòa nhà được sử dụng như một thính đường của trường học, hoặc cho các buổi lễ và sân khấu.